# Borek (Zahrádky)
Borek (něm. Regersdorf) je malá vesnice, část obce Zahrádky v okrese Česká Lípa. Nachází se asi 1,5 km na jih od Zahrádek. Je zde evidováno 19 adres. Trvale zde žije 42 obyvatel.

## Zajímavosti z obce
Borek leží v katastrálním území Zahrádky u České Lípy o výměře 7,06 km2.
Obcí prochází evropská dálková trasa E10 pro pěší turisty v úseku mezi Zahrádkami, kostelem sv. Barbory a Jestřebím. Za obcí na této trase je památkově chráněná socha svatého Jana Nepomuckého.

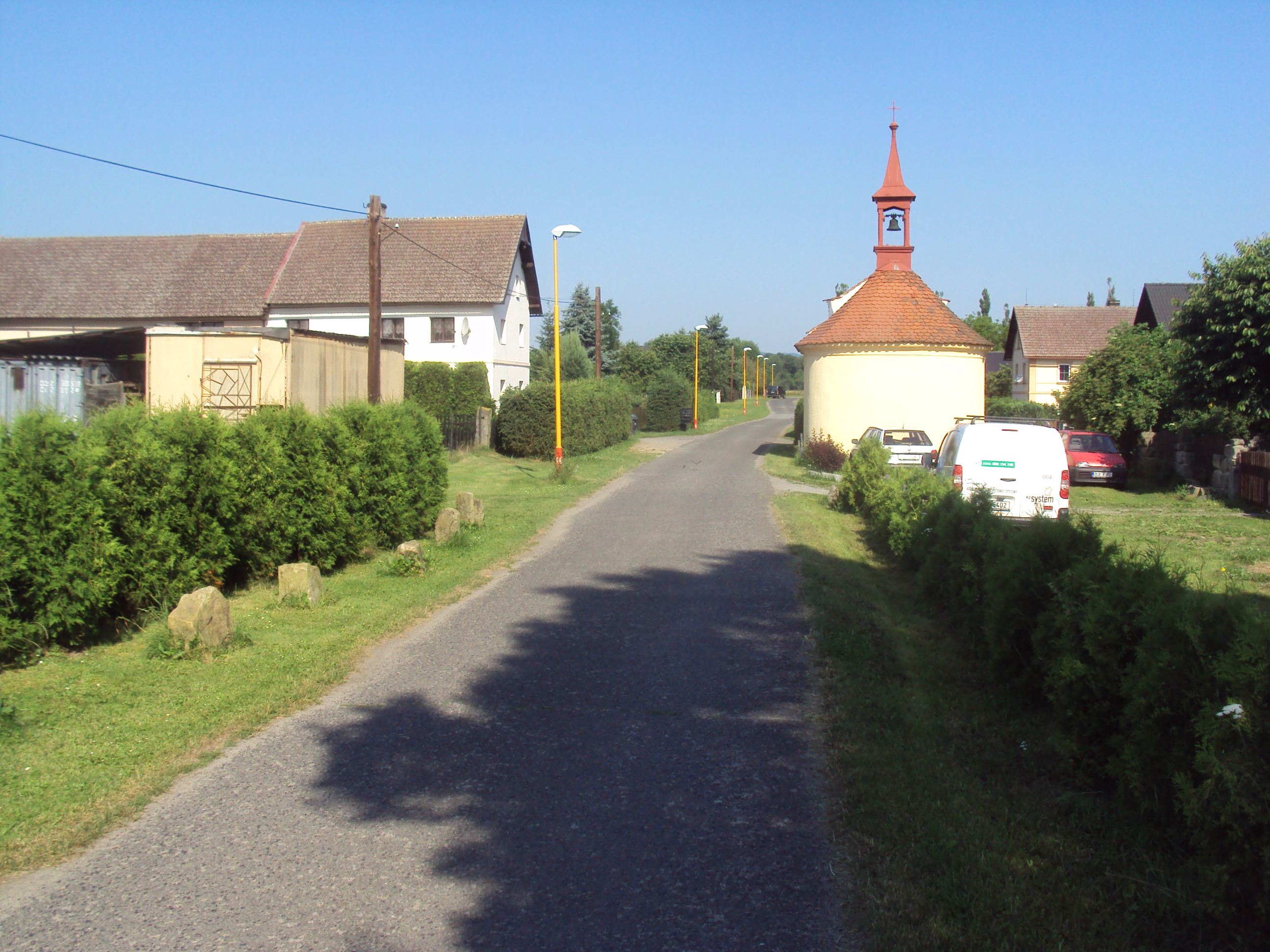
Kaple Nejsvětější Trojice (uprostřed obce)